# Atropin
Az atropin (INN: atropine) egy tropán vázas alkaloid, melyet a nadragulya (Atropa belladonna), és más Solanaceae családba tartozó növényekből vonnak ki.
A növényekben szekunder anyagcseretermék, gyógyszerként számos hatása van.
A muszkarinos acetilkolin receptoron kompetitív antagonista, ezáltal paraszimpatolitikus (paraszimpatikus idegrendszert gátló) hatása van.
Mivel potenciálisan halálos méreg,   Atroposzról,  a Moirák egyikéről  kapta a nevét;  a görög mitológiában ő döntötte el ki hogy fog meghalni.
A VIII. Magyar Gyógyszerkönyvben Atropinum    néven hivatalos.  

## Hatásai
A paraszimpatikus végkészüléket bénítja oly módon, hogy nem szünteti meg az acetilkolin termelődését, de - a muscarinos receptorok kompetitív antagonizálása révén - meggátolja az ingerület áttevődését az effektor sejtre.
Magasabb dózisok esetében az atropin a vegetatív (paraszimpatikus és szimpatikus) ganglionok és a motoros véglemez nikotinerg acetilkolin-receptorait is bénítja (kurare-szerű hatás).
Mindazonáltal az atropin elsődleges hatása a paraszimpatikus idegrendszer blokádjából eredően: a könny-, a nyál-, és a verejtékmirigyek szekréciójának, valamint a bronchus- váladék és a gyomorsav termelődésének a csökkentése, a gyomor-béltraktusban és a húgyhólyagban lévő simaizomzat tónusának és motilitásának a csökkentése, bronchodilatáció, valamint a szívfrekvencia növelése. (A kezelés kezdetén, ill. kisebb dózisok adásakor paradox szívfrekvencia-csökkenés is jelentkezhet.) Atropin hatására a pupilla kitágul és a szem akkomodációs képessége csökken.
Tercier amin formájában bejut az agyba és centrális hatásokat válthat ki (extrapiramidális mozgatópályák gátlása, valamint magasabb dózisok vagy mérgezés esetén centrális eredetű excitáció).[forrás?]
Nyelési nehézséget és csökkent váladéktermelést okoz.

### Szemészet
A szemészetben az atropint sugárizom-bénítónak használják, mert átmenetileg bénítja az alkalmazkodási reflexet, valamint  pupillatágítóként. 
Mivel az atropin hatása lassan cseng le  (2-3 nap), ma már inkább a  tropikamidot vagy a fenilefrint  (α-adrenerg agonista) használják pupillatágítóként
Az atropin hatásai két hétig is eltarthatnak.

### Mellékhatások
Mellékhatásai lehetnek:
- ventrikuláris fibrilláció
- szupraventrikuláris vagy ventrikuláris tachycardia
- szédülés
- hányinger
- homályos látás
- egyensúlyvesztés
- pupillatágulat
- fényérzékenység
- zavar, izgatottság, hallucinációk

## Kémia
Az atropin D-hioszciamin és L-hioszciamin racém keveréke, az élettani hatásokat az  L-hioszciamin okozza.

## Atropinforrások
Az atropin számos, a burgonyafélék (Solanaceae) családjába tartozó növényben megtalálható. A legfontosabb forrásai a nadragulya (Atropa belladonna), a maszlag (Datura) fajok,  mint a csattanó maszlag (Datura stramonium) a Datura inoxia és a Datura metel. További forrásai az angyaltrombita (Brugmansia) és a beléndek (Hyoscyamus) növénynemzetségek fajai, például a bolondító beléndek (Hyoscyamus niger).

## Története
Heinrich Friedrich Georg Mein(de) izolálta 1831-ben.
Specifikus bolygóideg-bénító hatását Albert von Bezold(en) ismerte fel 1867-ben. A muszkarin-atropin antagonizmust Oswald Schmiedeberg(de) 1869-ben, az atropin jellegzetes nyál-, gyomor-, hasnyálmirigy- és bélnedv-, könny- és verejtékkiválasztást és a tejelválasztást csökkentő hatását Rudolf Heidenhain(en) 1872-ben fedezte fel. Mint az acetilkolin muszkarin típusú hatásának(en) szelektív gátlóját, Henry Hallett Dale írta le 1914-ben.
Az 1940-es évek előtt Parkinson-kór elleni szerként használták a szkopolaminnal együtt.
Térszerkezetének felderítéséhez magyar kutatók is hozzájárultak (Fodor Gábor Béla, Nádor Károly és munkatársai 1952–1959).